# Gabriel Macchi
Gabriel Maximiliano Macchi (Buenos Aires, 2 de outubro de 1975) é um atleta paralímpico português que compete na categoria T12.

## Carreira
Gabriel Macchi começou a praticar o atletismo aos catorze anos, para acompanhar seu pai que era um competidor da maratona. Quando jovem, foi diagnosticado com glaucoma juvenil e sua visão piorou progressivamente na sua vida adulta. Começou a competir nas corridas de fundo em 2006, e devido à sua deficiência visual foi classificado como um atleta da classe T12. Devido aos bons resultados conquistados nas competições, foi escolhido para representar Portugal no Campeonato do Mundo de Atletismo Paralímpico, realizado em Assen, nos Países Baixos no ano de 2006, onde competiu nas corridas dos 5 000 e 10 000 metros, tendo terminado em sétimo lugar. Em 2008, participou dos Jogos Paralímpicos de Verão em Pequim, na China, onde competiu nos 10 000 metros, mas não conseguiu finalizar a prova e também competiu na maratona T11/12, onde terminou na décima quarta posição.
No Campeonato Mundial de Atletismo Paraolímpico de 2011, realizado em Christchurch, na Nova Zelândia, competiu na maratona, mas não conseguiu finalizar a prova. No Campeonato Europeu de Atletismo Paralímpico de 2012 em Stadskanaal, nos Países Baixos, conquistou uma medalha de bronze nos 5 000 metros, sendo a sua primeira medalha internacional. Nos Jogos Paralímpicos de Verão de 2012 em Londres, no Reino Unido, competiu na maratona T12, tendo alcançado o sexto lugar. No Campeonato do Mundo de Atletismo Paralímpico de 2013, realizado em Lião, França, conquistou a medalha de bronze na maratona T12. Competiu na maratona T12 dos Jogos Paralímpicos de Verão de 2016, realizados no Rio de Janeiro, Brasil.